# 더 서클 (미국의 텔레비전 프로그램)
《더 서클》(영어: The Circle)는 2020년 방영된 미국의 리얼리티 프로그램이다. 2020년 1월 넷플릭스를 통해 방영되었으며, 영국의 동명 프로그램의 미국판 버전이다.

## 참가자
| 이름                                                 | 나이 | 고향                          | 상태                                                        | 첫 등장    | 마지막 등장 | 결과   |
| ---------------------------------------------------- | ---- | ----------------------------- | ----------------------------------------------------------- | ---------- | ----------- | ------ |
| 알라나 듀발 (Alana Duval)                            | 25   | 텍사스주 브라운즈빌           | 본인                                                        | 에피소드 1 | 에피소드 1  | 차단   |
| 앤토니오 디피나 (Antonio DePína)                     | 24   | 델라웨어주 베어               | 본인, 하지만 싱글                                           | 에피소드 1 | 에피소드 4  | 차단   |
| 캐린 블랭코 (Karyn Blanco)                           | 37   | 뉴욕주 브롱크스               | 사칭자 (27세, 머시디즈)                                     | 에피소드 1 | 에피소드 6  | 차단   |
| 미란다 비소넷 (Miranda Bissonnette)                  | 26   | 캘리포니아주 사우스레이크태호 | 본인                                                        | 에피소드 2 | 에피소드 8  | 차단   |
| 빌 크랜리 (Bill Cranley)                             | 27   | 일리노이주 시카고             | 본인                                                        | 에피소드 6 | 에피소드 9  | 차단   |
| 알렉스 레이크 (Alex Lake)                            | 32   | 캘리포니아주 로스앤젤레스     | 사칭자 (27세, 애덤)                                         | 에피소드 4 | 에피소드 9  | 차단   |
| 숀 테일러 (Sean Taylor)                              | 25   | 뉴욕주 뉴욕                   | 사칭자 (숀, 사진만 사칭, 에피소드 6–9) 본인 (에피소드 9–10) | 에피소드 6 | 에피소드 10 | 차단   |
| 에드 이슨 (Ed Eason)                                 | 23   | 펜실베이니아주 콘쇼호큰       | 참가자 (26세, 에드, 어머니와 함께 공동 사칭)                | 에피소드 8 | 에피소드 11 | 차단   |
| 태미 이슨 (Tammy Eason)                              | 52   | 펜실베이니아주 콘쇼호큰       | 참가자 (26세, 에드, 어머니와 함께 공동 사칭)                | 에피소드 8 | 에피소드 11 | 차단   |
| 시번 윌리엄스 (Seaburn Williams)                     | 29   | 매사추세츠주 보스턴           | 사칭자 (26세, 리베카)                                       | 에피소드 1 | 에피소드 12 | 5위    |
| 크리스 사파이어 (Chris Sapphire)                     | 30   | 텍사스주 댈러스               | 본인                                                        | 에피소드 1 | 에피소드 12 | 4위    |
| 서맨사 "새미" 시마렐리 (Samantha "Sammie" Cimarelli) | 24   | 플로리다주 마이애미           | 본인, 하지만 싱글                                           | 에피소드 1 | 에피소드 12 | 3위    |
| 슈밤 고엘 (Shubham Goel)                             | 23   | 캘리포니아주 댄빌             | 본인                                                        | 에피소드 1 | 에피소드 12 | 2위    |
| 조이 사소 (Joey Sasso)                               | 25   | 뉴욕주 로체스터               | 본인                                                        | 에피소드 1 | 에피소드 12 | 우승자 |